# Stazione di Yaita
La stazione di Yaita (矢板駅?, Yaita-eki) è una stazione ferroviaria situata della città di Yaita, nella prefettura di Tochigi, ed è servita dalla linea principale Tōhoku sulla quale è esercitato il servizio Utsunomiya della JR East.

## Servizi ferroviari
East Japan Railway Company
■ Linea Utsunomiya (servizio della linea Tōhoku)

## Struttura
La stazione è dotata di un marciapiede a isola centrale e uno laterale con tre binari passanti in superficie. Il binario 2 è utilizzato indistintamente per entrambe le direzioni.
| 1-2 | ■ Linea Utsunomiya | per Utsunomiya, Oyama, Ōmiya e Ueno   |
| 2-3 | ■ Linea Utsunomiya | per Nasushiobara, Kuroiso e Shirakawa |

## Stazioni adiacenti
| «                | Servizio         | »                |
| Linea Utsunomiya | Linea Utsunomiya | Linea Utsunomiya |
| ---------------- | ---------------- | ---------------- |
| Kataoka          | Tutti i treni    | Nozaki           |